# Strasser Giessen
Die Strasser Giessen ist ein Gerinne im Tiroler Unterinntal, im Talausgang des Zillertals in das Unterinntal bei Strass im Zillertal.
Die Strasser Giessen kommt von Schlitters her und begleitet den Ziller links auf den letzten etwa 2½ Kilometern. Sie mündet dann beim Klärwerk Achental–Inntal–Zillertal (AIZ) direkt an der Zillermündung in den Inn.
Durch die Verbauungen an Inn und Ziller umfasst das Einzugsgebiet Strasser Giessen die gesamte linke Talseite unmittelbar am Zillerufer ab dem Badesee Schlitters, hinauf an den Larchkopf (Tuxer Alpen) (1375 m ü. A.), und das ganze rechte Inntal ab Rotholz-Landwirtschaftschule bis zur Zillermündung, wohin ein Kanal entlang der alten Allee verläuft. Eine weitere Drainierung kommt vom Ortsgebiet Strass her, wo mit der Metzgerries – taleinwärts von Maria Brettfall – das einzige nennenswertere natürliche Fließgewässer zugeht (0,19 km² Einzugsgebiet). Sonst ist der Sporn Larchkopf–Brettfall der Tuxer Voralpen Schwazer Dolomit und Wildschönauer Schiefer, und ohne permanente Bäche.
Das Gewässer selbst hat unter 10 Höhenmeter Gesamtgefälle, Gießen ist ortsüblich ein Name für die marginalen Entwässerungsgerinne der Flussebenen.